# 七堡义勇祠
七堡义勇祠，位于中国广东省云浮市郁南县平台镇大屋地村扶热山，为郁南县的一个县级文物保护单位，类型为古建筑，公布时间为2003年4月8日。
七堡义勇祠的历史年代为清代。